# Accident d'un Yakovlev Yak-40 de Tajikistan Airlines
Le 28 août 1993, à 10 h 46 heure locale, un Yakovlev Yak-40 de Tajikistan Airlines, en provenance de Khorog, au Tadjikistan, et à destination de Douchanbé, dans le même pays, s'écrase près de la capitale tadjike, peu après son décollage de l'aérodrome de Khorog, entraînant la mort de 82 personnes se trouvant à son bord, ce qui en fait l'accident le plus meurtrier de l'histoire du Tadjikistan, ainsi que la pire catastrophe aérienne impliquant le Yakovlev Yak-40.

## Appareil impliqué
L'appareil impliqué dans l'accident est un Yakovlev Yak-40 immatriculé EY-87995 auprès de Tajikistan Airlines construit en 1975. Équipé de deux turboréacteurs Ivtchenko-Progress AI-25 , il est doté du numéro de série 9541944.

## Déroulement de l'accident
Le 28 août 1993, lors d'une mission d’évacuation dans la ville tadjike de Khorog, en pleine guerre civile, le Yakovlev Yak-40 de Tajikistan Airlines est détourné de sa procédure habituelle. La région, contrôlée par des groupes militants armés, est en proie au chaos. Ce jour-là, les militants prennent le contrôle de la zone d’embarquement de l'aérodrome de Khorog et imposent leur volonté à l’équipage.
Sous la menace des armes, ils forcent les pilotes à embarquer 81 passagers, alors même que l’appareil n’est conçu que pour en transporter 27 à 32. La surcharge est énorme : l’avion dépasse de 3 000 kilogrammes sa masse maximale autorisée au décollage. Les membres de l’équipage se résignent à décoller.
La course sur la piste commence, dans des conditions extrêmes. À environ 150 mètres de l’extrémité, le train d’atterrissage principal gauche heurte un talus bas. L’avion continue malgré l’impact. Quelques secondes plus tard, il percute un rocher de 60 centimètres de haut. Déséquilibré, endommagé, l’appareil tente de maintenir sa trajectoire. Puis, le train droit frappe une casemate en béton, à une soixantaine de mètres plus loin.
L’avion ne peut plus tenir. Il quitte la piste de manière incontrôlée, chute dans la Piandj en contrebas, et se disloque sous la violence du choc. Les débris s’éparpillent dans les eaux.
Le bilan est dramatique. 82 personnes périssent dans l’accident, mais quatre d’entre eux survivent,.